# Liberty Belle Riverboat
Liberty Belle Riverboat, ou Richard F. Irvine de son ancien nom, est une attraction du parc Magic Kingdom. C'est un bateau à vapeur avec une roue à aubes en poupe construit à l'échelle 5/8e et entièrement fonctionnel. Il permet aux visiteurs de faire une croisière à partir de Liberty Square de 12 minutes sur les Rivers of America, la rivière partagée avec Frontierland.
Le parc comptait aussi un autre bateau, l'Admiral Joe Fowler utilisé entre 1971 et 1980.

## Le bateau

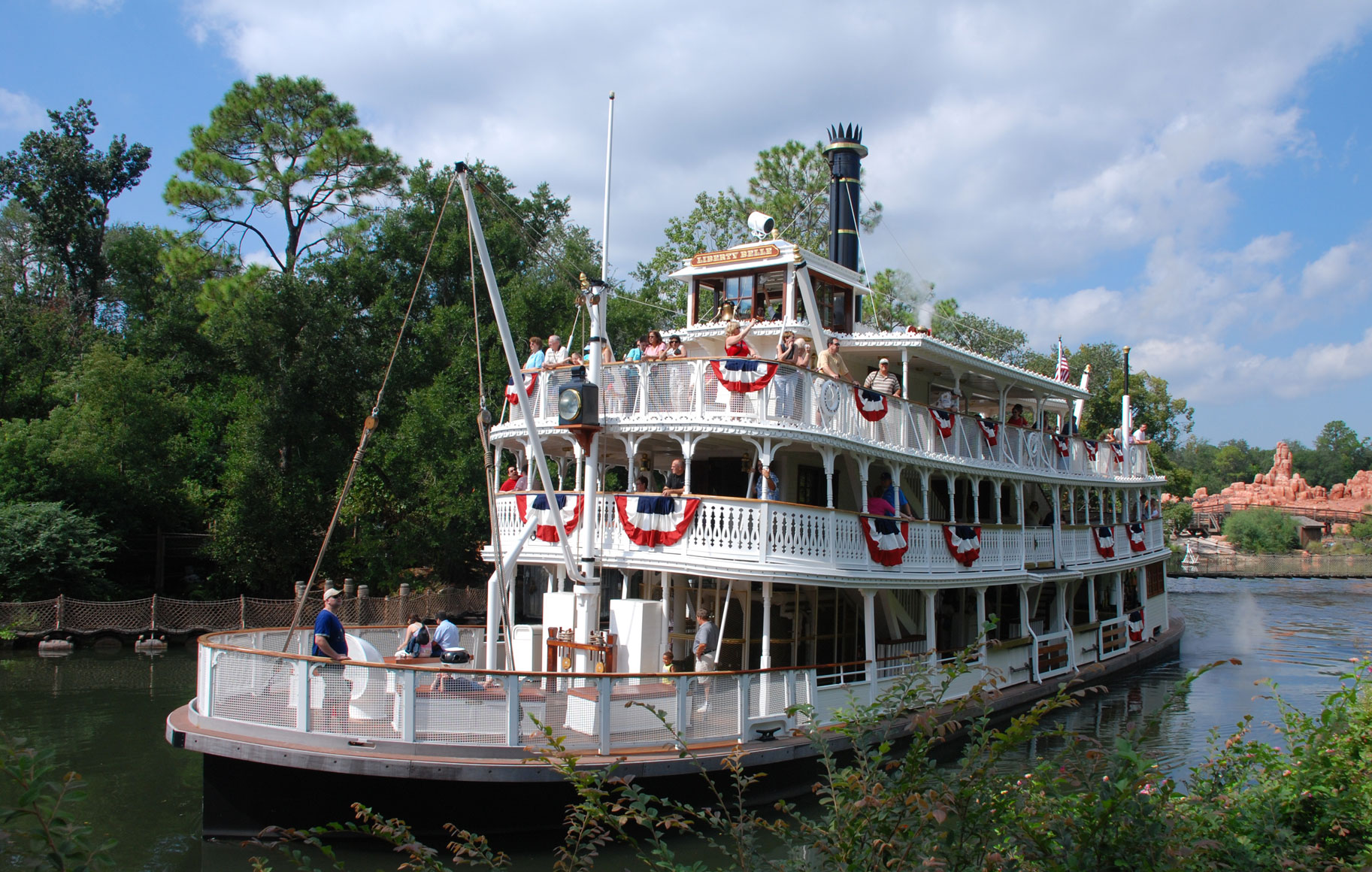
Liberty Belle

Le premier nom du bateau provient de Richard F. Irvine un ancien directeur de la Walt Disney Company. Le nouveau est un jeu de mots entre la Cloche de la Liberté (Liberty Bell) et « Lilly Belle », le surnom de Lillian Disney, donné (entre autres) à la locomotive du Carolwood Pacific Railroad.
En 1996, le Richard F. Irvine est totalement rénové : seules la coque, la chaudière et quelques machines sont conservées et intégrées à une nouvelle superstructure construite en aluminium et en vinyle, beaucoup plus légère et résistante. Après cet important changement le bateau a été rebaptisé.
- Noms :
  - de 1973 à 1996 : Richard F. Irvine
  - depuis 1996 : Liberty Belle
- Lancement : 20 mai 1973[3]
- Rénovation : 1996[4]
- Type : Bateau à vapeur avec roue à aubes en poupe
- Longueur : 34,44 m
- Masse : 150 tonnes
- Ligne de flottaison : 1,2 m
- Nombre de passagers : 450
- Durée de la croisière : 20 minutes
- Ticket requis : "D"
- Type d'attraction : croisière
- Situation : 28° 25′ 11″ N, 81° 34′ 59″ O